# Cecil Moss
Cecil Moss (ur. 12 lutego 1925 w Riversdale, zm. 27 października 2017) – południowoafrykański lekarz anestezjolog, rugbysta, reprezentant kraju, trener i działacz sportowy.

## Życiorys
Pochodził z żydowskiej rodziny, która na początku XX wieku wyjechała do Południowej Afryki z terenów Imperium Rosyjskiego. Uczęszczał do SACS w Kapsztadzie, zaś w wieku szesnastu lat został przyjęty na studia medyczne na Uniwersytecie Kapsztadzkim. W roku 1943 przerwał studia i zaciągnął się do wojska, gdzie służył w randze kaprala w batalionie specjalnym 6. Dywizji. Po demobilizacji powrócił na studia, które ukończył w roku 1948, po czym podjął praktykę medyczną.
W trakcie studiów występował w uczelnianym zespole rugby, grał następnie dla regionów Western Transvaal i Natal. W 1949 roku rozegrał cztery spotkania dla reprezentacji kraju w zwycięskiej serii przeciwko All Blacks. Jeszcze w 1951 roku uczestniczył w sprawdzianach południowoafrykańskiej kadry, jednak nie będąc wybranym do składu na tournée do Europy z końcem tegoż roku zaprzestał uprawiania sportu i skoncentrował się na karierze medycznej. Wyjechał do Anglii w celu zrobienia specjalizacji z anestezjologii, powrócił po tym do kraju w roku 1959. Prócz prywatnej praktyki pracował także w Groote Schuur Hospital. Był członkiem zespołu Christiaana Barnarda przeprowadzającego w 1967 roku pierwszą na świecie transplantację serca.
Pozostał jednak związany ze sportem. Trenował uczelnianą drużynę Uniwersytetu Kapsztadzkiego Ikey Tigers w latach 1966–1976, był także jej działaczem, a przez dwie dekady związany był z regionalnym zespołem Western Province – jako trener (1972–1973), selekcjoner (1972–1993) oraz menedżer (1982–1993). W latach 1982–1989 był trenerem oraz selekcjonerem Springboks wygrywając dziewięć z dziesięciu rozegranych w tym czasie pojedynków.
Żonaty z Jill, dzieci Jaime i Tessa.